# Hans Hillen
Johannes Stefanus Joseph „Hans” Hillen (ur. 17 czerwca 1947 w Hadze) – holenderski polityk, dziennikarz i urzędnik państwowy, parlamentarzysta, od 2010 do 2012 minister obrony.

## Życiorys
W latach 1966–1967 kształcił się w szkole dziennikarskiej, a następnie do 1974 studiował socjologię na Uniwersytecie w Utrechcie. Od 1969 do 1983 związany z redakcją publicznego nadawcy Nederlandse Omroep Stichting, pracował w redakcji sportowej, redaktor wiadomości zagranicznych i reporter politycznych. W międzyczasie, od 1972 do 1977, był zatrudniony jako nauczyciel w szkołach średnich w Hilversum i Bussum. Publikował m.in. w tygodniku „Katholiek Nieuwsblad”.
Zaangażował się w działalność polityczną w ramach Apelu Chrześcijańsko-Demokratycznego (CDA). W 1983 objął stanowisko dyrektora centrum informacyjnego ministerstwa finansów. W 1990 po raz pierwszy wybrany do Tweede Kamer, w niższej izbie Stanów Generalnych zasiadał do 2002. W latach 2003–2007 był przewodniczącym holenderskiej rady do spraw ubezpieczeń zdrowotnych (CVZ). Powrócił następnie do parlamentu jako członek Eerste Kamer – mandat senatora wykonywał do 2010. 14 października 2010 objął urząd ministra obrony w rządzie premiera Marka Ruttego. Sprawował go do końca funkcjonowania tego gabinetu, tj. do 5 listopada 2012. W 2013 wybrany na przewodniczącego NRTO, powołanej przez prywatne instytucje rady do spraw szkoleń i edukacji.
Oficer Orderu Oranje-Nassau (2012).